# اندلات-ان-مونتین
اندلات-ان-مونتین (به فرانسوی: Andelot-en-Montagne) یک کامین در فرانسه است که در Canton of Champagnole واقع شده‌است.

## خصوصیات
اندلات-ان-مونتین ۱۲٫۴۸ کیلومترمربع مساحت و ۵۴۸ نفر جمعیت دارد.